# Jedinstvena goranska partija
Jedinstvena Goranska Partija (JGP) je politička stranka na Kosovu koja zastupa Goransku zajednicu.

## Povijest
JGP je kao politička stranka osnovana 2014 godine. Osnivatelj i predsjednik stranke je Adem Hodža. U 2018. godini u okviru ovog političkog entiteta bit će integriran i Centar za demokratsku uniju, još jedan politički subjekt na čelu s Hamzom Balje.
Nakon što je osnovana kao politički entitet, na svim narednim parlamentarnim izborima stranka je osvojila rezervirano mjesto za goransku zajednicu u Skupštini Kosova.

## Program i stavovi
JGP se kao politička stranka u svom programu zalaže za zaštitu i promoviranja prava Goranaca na Kosovu i protivi se svim sredstvima asimilaciji ili otuđenju goranskog identiteta. Jedan od programskih prioriteta koji je naveden i u političkoj izjavi objavljenoj 2017. godine je uspostavljanje Gore kao jedinice lokalne uprave sukladno sa zakonima i Ustavom Kosova, u institucijama, uspostavljanje Općine Gora kao jedinice lokalne uprave sukladno zakonima i Ustavu Kosova. Zbog zastupljenosti u institucijama Republike Kosovo, JGP je često meta ucejnjivačkih napada koje organiziraju politički rivali. JGP također svoju institucionalnu uključenost vidi kao odgovornost koju ima kao predstavnik goranske zajednice u jačanju Kosova kao demokratskog društva.

## Parlamentarni izbori

### Prijevremeni izbori za Skupštinu Kosova 2019.
Na prijevremenim izborima za Skupštinu Kosova koji su održani 6. listopada 2019. godine, JGP je na svojoj izbornoj listi kandidirala trinest kandidata. Kao i na prethodnim izborima, JGP je osvojila rezervirano mjesto za Goransku zajednicu u Skupštini Kosova. Za JGP je glasalo 1.159 glasača, od ukupno 2.639 glasova koliko su dobili svi politički subjekti Goranaca. Zastupnik u Skupštini Kosova je izabran Adem Hodža.

### Prijevremeni izbori za Skupštinu Kosova 2017.
Na prijevremenim izborima za  Skupštinu Kosova održanim 2017. godine, JGP je uspio osvojiti rezervisrni mandat za goransku zajednicu u Skupštini Kosova. Za JGP je glasalo 2.369 glasača, od ukupno 4.202 glasova datih za sve političke subjekte koji predstavljaju zajednicu Goranaca. Zastupnik Skupštine Kosova izabran je Adem Hodža
.

## Također pogledajte
- Goranci
- Adem Hodža
- Hamza Balje

## Vanjske poveznice
- Politička Deklaracija Jedinstvene Goranske Partije, 2017.  Arhivirana inačica izvorne stranice od 11. veljače 2020. (Wayback Machine)
- Kandidati Jedinstvene Goranske Partije za Prijevremene Parlamentarne Izbore na Kosovu 2019.